# Leonel Rocco
Leonel Rocco Herrera (Montevideo, Uruguay, 18 de septiembre de 1966) es un exfutbolista y entrenador uruguayo que jugaba de portero. Actualmente sin club.

## Trayectoria

### Como futbolista
Debutó como futbolista profesional en 1988 en Progreso de Uruguay. En dicho equipo se coronó campeón de la Primera División de Uruguay en 1989, también disputó la Copa Libertadores de 1990, pero fueron eliminados en octavos de final por Barcelona de Ecuador.
Luego se trasladó a la Argentina para unirse al Deportivo Mandiyú en 1991, antes de regresar a Uruguay para jugar en Nacional en 1993.
Después de su paso por Nacional, se unió a Rampla Juniors en 1994, donde jugó hasta mediados de 1995, para luego terminar la temporada en Perú, uniéndose al San Agustín, seguidamente, para la temporada de 1996 ficha por el Cienciano. Su siguiente destino fue México, donde jugó para Tampico Madero en 1997 y luego para Correcaminos de la UAT en 1998.
Después de su experiencia en México, volvió a Uruguay y se unió a Bella Vista en 1999. En el año 2000, se trasladó a Colombia para jugar en Independiente Santa Fe. Continuó su carrera en Colombia con Atlético Bucaramanga en 2001 y con Independiente Medellín en 2002.
En 2003, regresó a Perú para jugar en el FBC Melgar, donde permaneció hasta 2004. Posteriormente, regresó a Uruguay y se unió a Rentistas en 2005, donde jugó hasta 2007.

### Como entrenador
En 2015, fue preparador de arqueros de su compatriota Guillermo Almada en Barcelona de Ecuador.
En el 2016, fue preparador de arqueros de Eduardo Espinel en Plaza Colonia, equipo donde debuta como entrenador.
En el 2018, fue contratado como entrenador de Progreso. Con aquel equipo disputó la Copa Libertadores 2020, donde fue eliminado en la fase 1 ante Barcelona de Ecuador.  
En noviembre de 2020, Rocco se trasladó a México para dirigir al Atlético de San Luis en la Liga MX. Su experiencia en el equipo fue breve, desde noviembre de 2020 hasta abril de 2021. Durante su gestión, dirigió 17 partidos, con tres victorias, tres empates y 11 derrotas, lo que le dio una efectividad del 23.53%. A pesar de sus aspiraciones iniciales de mejorar el equipo, no logró alcanzar sus objetivos, y su salida se produjo tras una goleada de 5-1 contra Pachuca.
En 2021, regresó a su país tras ser nombrado entrenador de Defensor Sporting en la Segunda División Uruguaya. Sin embargo salió del equipo en el mes de noviembre debido a un conflicto con el jugador Andrés Lamas que llevó a una huelga de los jugadores y finalmente a su renuncia para evitar perjudicar al equipo.
El 13 de mayo de 2022, fue designado entrenador de Rentistas en la Primera División, no obstante renunció en el mes de agosto al estar comprometido con el descenso, ya que de 12 partidos dirigidos solo ganó dos, empató uno y perdió nueve.
En abril de 2023, fue nombrado entrenador de Fénix en reemplazo de Damián Santín. Durante su gestión, dirigió 32 partidos en la Primera División uruguaya, con ocho victorias, 13 empates y 11 derrotas, logrando una efectividad del 38.54%. A pesar de una desvinculación inicialmente reportada, Rocco renovó su contrato para continuar como entrenador de Fénix en la temporada 2024. Sin embargo, su tiempo en el club terminó en marzo de 2024, tras una serie de malos resultados, incluyendo una derrota contra Boston River, lo que llevó a su reemplazo por Nicolás Vigneri.

## Clubes

### Como futbolista
| Club                   | País      | Año         |
| ---------------------- | --------- | ----------- |
| Progreso               | Uruguay   | 1988 - 1991 |
| Deportivo Mandiyú      | Argentina | 1991 - 1992 |
| Nacional               | Uruguay   | 1993        |
| Rampla Juniors         | Uruguay   | 1994 - 1995 |
| San Agustín            | Perú      | 1995        |
| Cienciano              | Perú      | 1996        |
| Tampico Madero         | México    | 1997        |
| Correcaminos           | México    | 1998        |
| Bella Vista            | Uruguay   | 1999        |
| Independiente Santa Fe | Colombia  | 2000        |
| Atlético Bucaramanga   | Colombia  | 2001        |
| Independiente Medellín | Colombia  | 2002        |
| FBC Melgar             | Perú      | 2003 - 2004 |
| Rentistas              | Uruguay   | 2005 - 2007 |

### Como entrenador
| Club              | País    | Año       | PJ  | PG | PE | PP | GF  | GC  | DG  | Efectividad |
| ----------------- | ------- | --------- | --- | -- | -- | -- | --- | --- | --- | ----------- |
| Plaza Colonia     | Uruguay | 2016-2017 | 21  | 2  | 7  | 12 | 20  | 37  | -17 | 20.63%      |
| Progreso          | Uruguay | 2018-2020 | 56  | 22 | 17 | 17 | 81  | 72  | +9  | 49.41%      |
| San Luis          | México  | 2020-2021 | 17  | 3  | 3  | 11 | 20  | 33  | -13 | 23.53%      |
| Defensor Sporting | Uruguay | 2021      | 11  | 6  | 2  | 3  | 14  | 9   | +5  | 60.61%      |
| Rentistas         | Uruguay | 2022      | 12  | 2  | 1  | 9  | 9   | 22  | -13 | 19.45%      |
| Fénix             | Uruguay | 2023-2024 | 32  | 8  | 13 | 11 | 28  | 33  | -5  | 38.54%      |
| Total             | Total   | Total     | 149 | 43 | 43 | 63 | 171 | 206 | -35 | 38.48%      |

## Palmarés

### Como futbolista
Campeonatos nacionales
| Título                      | Club     | País    | Año  |
| --------------------------- | -------- | ------- | ---- |
| Primera División de Uruguay | Progreso | Uruguay | 1989 |